# Borova pilarica
Borova pilarica (lat. Diprion pini) je štetočina na crnogoričnim stablima, najčešće na borovima. Pripada porodici osa pilarica (Diprionidae).
Ženke ovog kukca duge su 10-12mm, mužjaci su nešto manji, ali imaju velika, češljasta ticala. Pomoću njih osjećaju feromone koje ženke proizvode te ih tako pronalaze. Obojeni su crno ili tamnosmeđe, a ženke na zatku imaju žute pruge. Imaju dva para opnastih krila, s tim da je prednji par krila veći od stražnjih. Ženke liježu 60 – 120 bjelkastih ili žućkastih jajašaca u borove iglice. Ličinke žive u kolonijama i hrane se borovim iglicama te često čine velike štete crnogoričnim šumama. Mlade ličinke jedu samo rubove iglica, dok se starije hrane čitavim iglicama. Mužjaci prolaze kroz pet, a ženke kroz šest ličinačkih stadija nakon čega se zakukulje. Ljetne kukuljice su svijetle, a zimske tamnosmeđe boje. Iz njih nakon preobrazbe izlaze odrasli kukci. Stanište ovoga kukca je na području europskog kontinenta.

## Vanjske poveznice
- CABI datasheet

|  | Zajednički poslužitelj ima još gradiva o temi Diprion pini |
|  | Wikivrste imaju podatke o taksonu Diprion pini             |